# Chevannes (Essonne)
Chevannes è un comune francese di 1 618 abitanti situato nel dipartimento dell'Essonne nella regione dell'Île-de-France.

## Società

### Evoluzione demografica
Abitanti censiti